# Valgrisenche
Valgrisenche ist eine italienische Gemeinde in der autonomen Region Aostatal. Die Gemeinde zählt 186 Einwohner (Stand 31. Dezember 2023), liegt auf einer mittleren Höhe von 1664 m s.l.m. und ist 112 km² groß.
Valgrisenche besteht aus den Ortsteilen Revers, Prariond, Céré, La Frassy, La Béthaz, Planté, Chez-Carral, Darbelley, Gerbelle, Église, Mondanges, Bonne, Menthieu, Rocher, Usellières, Surier. Die Nachbargemeinden heißen Arvier, La Thuile, Rhêmes-Notre-Dame, Rhêmes-Saint-Georges, Sainte-Foy-Tarentaise (Frankreich) und Tignes (Frankreich).
Valgrisenche liegt in der Mitte des gleichnamigen Tals ganz in der Nähe des Beauregard-Stausees (frz. Lac de Beauregard).
Die Pfarrkirche wurde bereits im 13. Jahrhundert erbaut, im 19. Jahrhundert neu errichtet. Lediglich der Glockenturm stammt noch aus dem 14. Jahrhundert.
Vom Ortsteil Surier aus kann man die Schutzhütten Rifugio Mario Bezzi und Rifugio Chalet de l’Épée binnen 2 Stunden erreichen. Vom Ortsteil Bonne steigt man binnen 3h30 zur Schutzhütte Rifugio degli Angeli al Morion hinauf.
Während der Zeit des Faschismus trug der Ort den italianisierten Namen Valgrisenza.
Im Winter ist der Ort ein beliebtes Skitourengebiet, außerdem existiert ein kleines Pistengebiet. Helikopterflüge auf die umliegenden Bergspitzen werden für Tiefschneefahrer ebenfalls angeboten.

## Verkehr
Der Ort ist mit öffentlichen Verkehrsmitteln nur mit dem Bus vom Bahnhof Aosta aus zu erreichen. Wenn auf der 2015 vorübergehend wegen dringendem Sanierungsbedarf geschlossenen Bahnstrecke von Aosta nach Pré-Saint-Didier wieder Züge fahren, auch vom 15 km entfernten Bahnhof in Arvier. 